# Enel
Enel — итальянская энергетическая компания, крупнейший в стране производитель электроэнергии. Также работает в Испании (Endesa), Бразилии, Великобритании и других странах Европы и Латинской Америки.

## История

### 1960-е - 1980-е
Ente Nazionale per l’Energia Elettrica (ENEL, Национальное управление электроэнергии) было создано в 1962 году на основе национализированных электростанций и электросетей. До этого в Италии работало большое количество частных электрических компаний. Около 30 % производства электроэнергии приходилось на муниципальные электростанции и государственные предприятия, подчинённые Институту промышленной реконструкции Италии. Всего в ENEL вошло 1189 электрических компаний. Процесс национализации и объединения завершился в 1966 году. 
По состоянию на 1960 год в Италии 75 % электроэнергии вырабатывалось на гидроэлектростанциях, остальное — на ТЭС. Для удовлетворения растущего спроса на электроэнергию ENEL начало масштабную программу строительства новых ТЭС. Уже к концу 1960-х годов их доля выросла до 60 %. Также было построено 3 атомных электранции (АЭС Латина, АЭС Энрико Ферми и АЭС Гарильяно). В 1970 году началось строительство крупной АЭС Каорсо. Она начала работу в 1978 году, но по итогам референдума 1987 года Италия полностью отказалась от атомной энергетики. Основным источником энергии оставались тепловые электростанции на нефтепродуктах. Около 15 % потребляемой электроэнергии импортировалось.
В 1981 году с помощью Европейского экономического сообщества Enel стала первой компанией в мире, построившей солнечную электростанцию (гелиоконцентратор Эурелиос в Адрано, Сицилия). Станция была закрыта в 1987 году. 
В 1984 году начала работу первая в стране ветряная электростанция в Альта-Нурре (Сардиния). 

### 1990-е
В 1992 году ENEL было реорганизовано в акционерную компанию. Её единственным акционером было казначейство. В 1993 году Enel построила фотоэлектрическую электростанцию в Серре, в деревне Персано (Кампания) мощностью 3,3 МВт. На тот момент она была крупнейшая в Европе.
В 1997 году Enel, France Télécom и Deutsche Telekom основали совместное предприятие Wind Telecom, которое было оператором мобильной и стационарной телефонной связи. В 2001 году Enel приобрела Infostrada, ранее находившуюся в собственности Vodafone, за 7,25 млрд евро. В следующем году «Infostrada» была объединена с «Wind Telecom». В сумме у них было 17 млн клиентов мобильной и стационарной связи и интернета. В 2005 году Enel продала «Wind Telecom» компании «Weather Investments», принадлежавшей египетскому бизнесмену Нагибу Савирису.
В 1999 году началась либерализация энергетического рынка Италии. Часть акций Enel (31,7 %) были размещены на Итальянской фондовой бирже. 

### 2000-е
В 2000 году Enel запустила проект по объединению итальянской и греческой электросети, проложив подводную линию длиной 160 км, соединяющую Отранто (Апулия) и греческий город Аэтос (Пелопоннес), мощностью 600 МВт. На проект, завершенный в 2002 году, было затрачено 339 млн евро. В 2000 году Enel поглотила «CHI Energy», производителя энергии из возобновляемых источников, действующего в США и Канаде, за 170 млн долларов. В 2001 году Enel победила в тендере на приобретение «Viesgo», дочерней компании Endesa, действующей на испанском рынке в сфере производства и распределения электроэнергии.

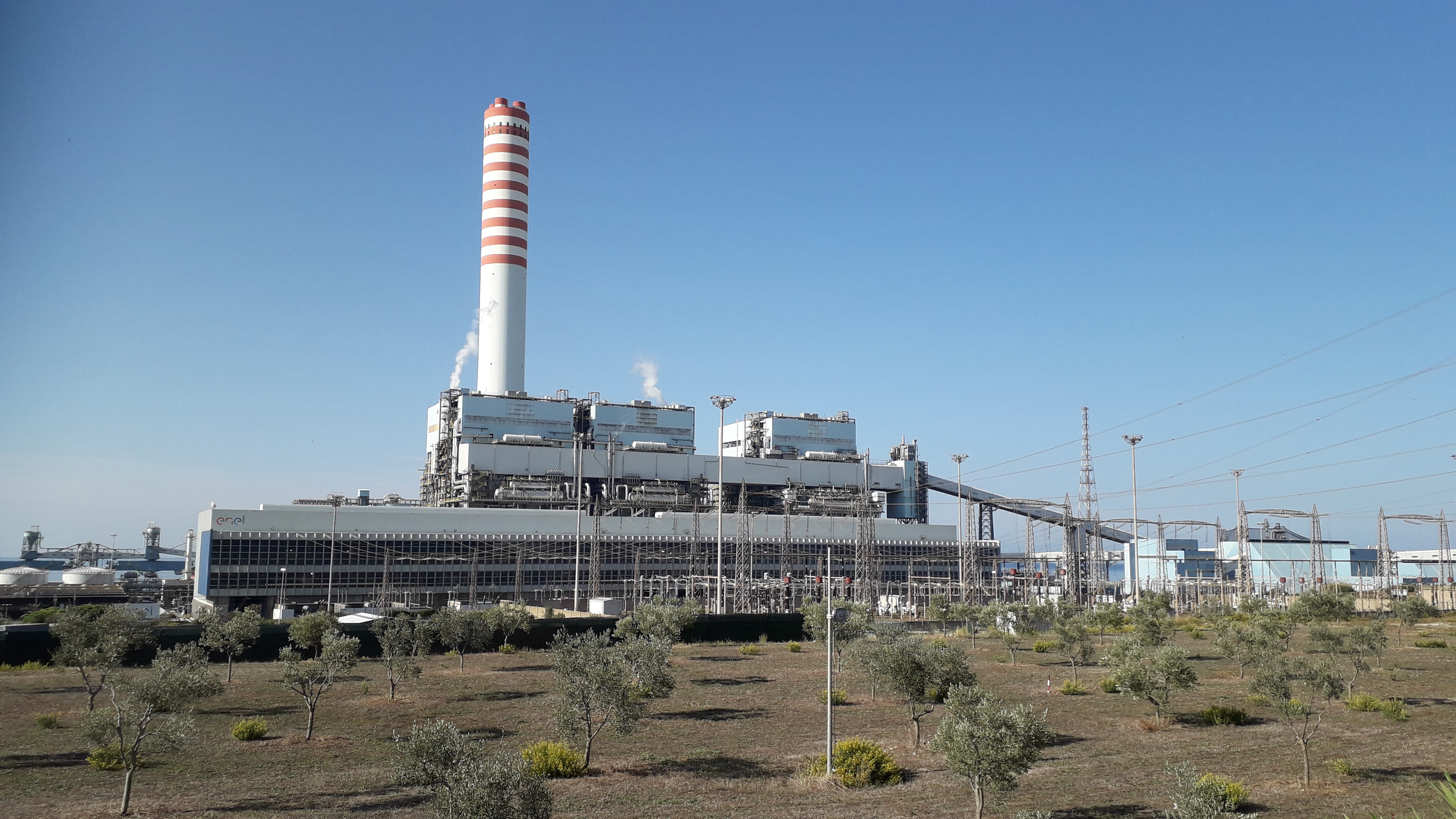
ТЭС Торревальдалига-Север (Чивитавеккья)

В 2004 году началось выделение подразделения высоковольтных линий электропередач в Италии в самостоятельную компанию Terna. Её акции были размещены на бирже. В 2012 году Enel продала последние 5 % акций. В марте 2007 года Enel и испанская строительная компания Acciona приобрели контрольный пакет акций испанской энергетической компани Endesa. Сделка стоимостью 42,5 млрд евро была одобрена в июне 2008 года. В феврале 2009 года Enel выкупила долю партнёра за 11,1 млрд евро. 

### 2010-е
В 2014 году чилийская электрическая компания «Enersis» с операциями в ряде стран Латинской Америки, ранее принадлежавшая «Endesa», была переведена в прямое подчинение Enel и позже переименована в «Enel Américas». В 2008 году Enel учредила Enel Green Power, компанию, призванную развивать производство электроэнергии из возобновляемых источников. В 2009 году Enel открыла новую фотоэлектрическую электростанцию в парке виллы Пратолино (провинция Флоренция). Её особенностью стало аккумулирование вырабатываемой электроэнергии в форме водорода для использования её в ночное время. В 2010 году в Приоло-Гаргалло возле Сиракуз на Сицилии была открыта электростанция «Архимед», в которой используется гелиоконцентратор и парогазовые установки, а в качестве теплоносителя — солевой расплав.
В 2013 году за 1,8 млрд долларов Enel продала 40 % «Artic Russia», совместного предприятия с Eni, которая в свою очередь контролировала 49 % компании «СеверЭнергия».
В декабре 2015 года была создана дочерняя компания «Open Fiber» по развитию оптоволоконной сети Италии. В июле 2016 года она была объединена с компанией «Metroweb», в результате «Open Fiber» стала совместным предприятием между Enel и банком Cassa Depositi e Prestiti. В 2021 году Enel продала свою долю в «Open Fiber» за 2,73 млрд евро. К этому времени было проложено 64 тыс. км кабелей, которые предоставлялись в пользование операторам связи.
В 2018 году за 7,1 млрд бразильских реалов была куплена электрическая компания Сан-Паулу «Eletropaulo Metropolitana Eletricidade de São Paulo».

## Собственники и руководство

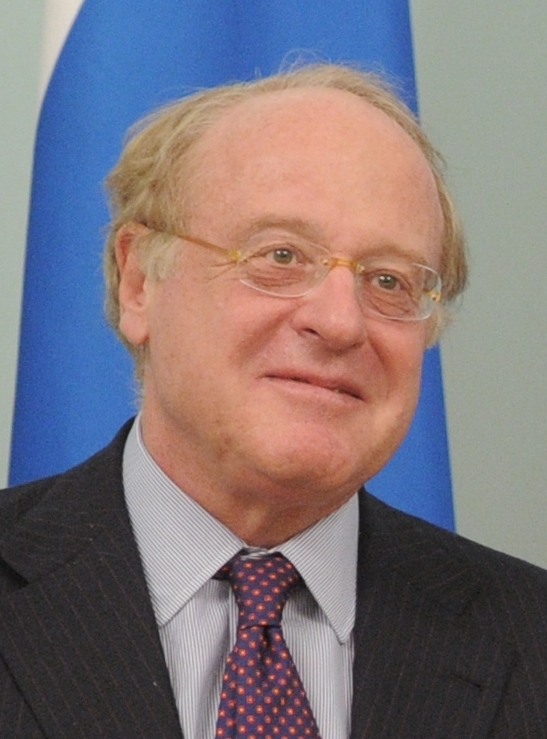
Паоло Скарони

Крупнейшим акционером является правительство Италии. Ему принадлежит 23,58 % акций. Более 5 % акций принадлежит американской инвестиционной группе BlackRock.
- Паоло Скарони — председатель совета директоров с мая 2023 года, также председатель футбольного клуба «Милан». С 2002 по 2005 год был генеральным директором Enel, с 2005 по 2014 год — генеральным директором нефтегазовой компании Eni, с 2014 по 2023 год — заместителем председателя Rothschild Group[26].
- Флавио Каттанео — генеральный директор (CEO) с мая 2023 года, также вице-президент железнодорожной компании «Nuovo Trasporto Viaggiatori[англ.]» и член совета директоров страховой компании Assicurazioni Generali[27].

## Деятельность

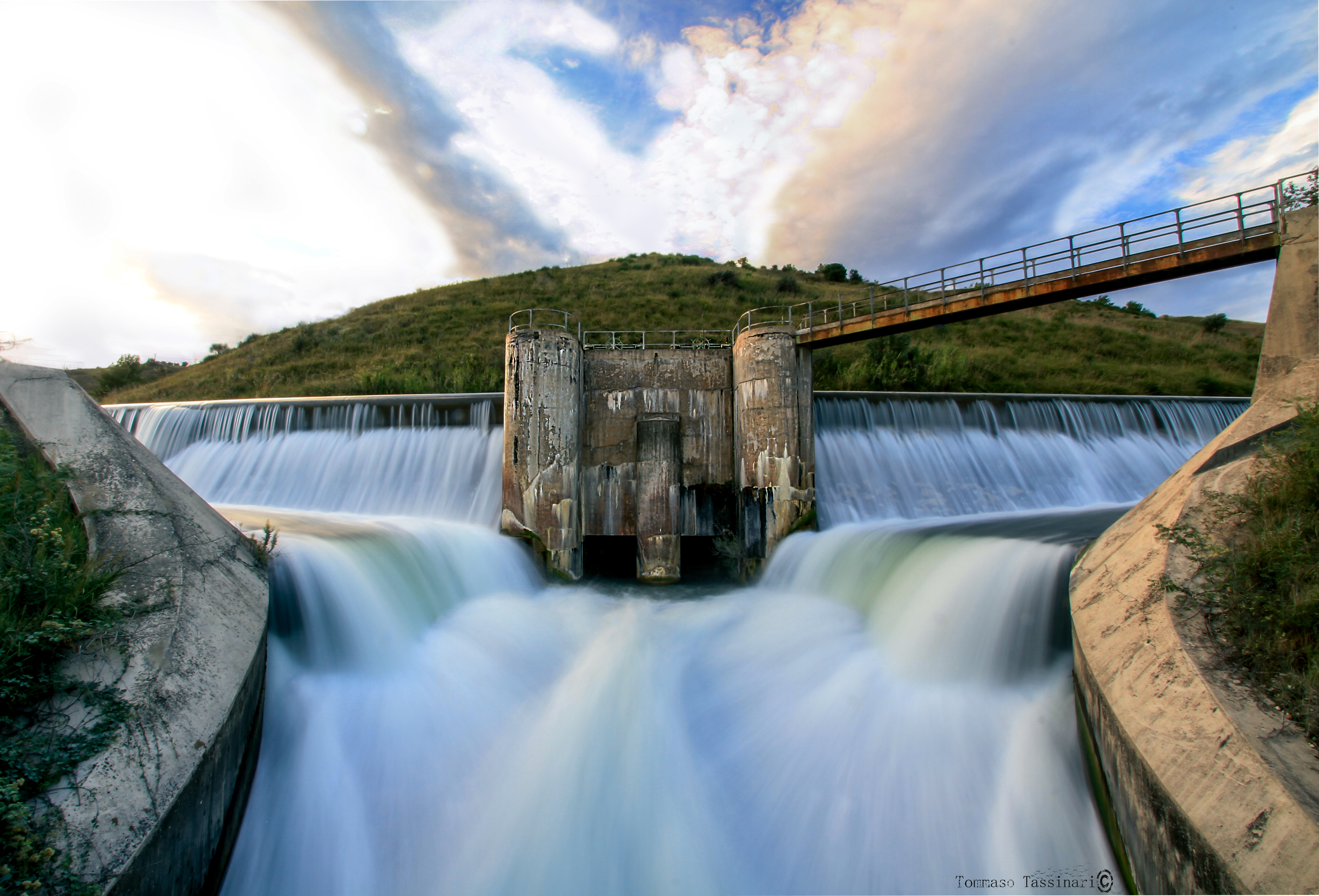
Плотина ГЭС Аланно (ит.)

Выручка компании за 2023 год составила 92,9 млрд евро. Основными рынками для компании были Италия (43 % выручки), Испания и Португалия (24 %), Бразилия (8 %), Великобритания (5 %), Чили (5 %), Колумбия (4 %), Швейцария (2 %), Франция (2 %), Перу (2 %).
Компания обслуживает более 70 млн конечных потребителей. Установленная мощность её электростанций по состоянию на 2023 год составляла 81,4 ГВт, из них 55,5 ГВт — возобновляемая энергетика. Выработка электроэнергии составила 207,3 млрд кВт-ч, из них 29 % пришлось на гидроэлектростанции, 22 % — на ветряные электростанции, 18 % — на парогазовые установки, 12 % — на атомные электростанции, 7 % — на солнечные электростанции, 5 % — на ТЭС на угле, 4 % — на ТЭС на мазуте и газу, 3 % — геотермальные электростанции и другие источники.
Компании принадлежат линии электропередач и распределительные сети общей протяжённостью 1,9 млн км, за 2023 год по ним было передано около 500 млрд кВт·ч электроэнергии. Непосредственно компанией было продано 300 млрд кВт·ч. Также Enel владеет сетью зарядных станций для электромобилей из более чем 24 тыс. точек подключения.
Помимо электроэнергии компания занимается снабжением населения и предприятий природным газом, за 2023 год было продано 8,32 млн м², в основном в Италии и Испании.
|                     | 2009  | 2010  | 2011  | 2012  | 2013  | 2014  | 2015  | 2016  | 2017  | 2018  | 2019  | 2020  | 2021  | 2022  | 2023  |
| ------------------- | ----- | ----- | ----- | ----- | ----- | ----- | ----- | ----- | ----- | ----- | ----- | ----- | ----- | ----- | ----- |
| Оборот              | 62,50 | 71,94 | 77,57 | 82,43 | 77,26 | 73,33 | 73,08 | 68,60 | 72,66 | 73,13 | 77,37 | 62,62 | 81,90 | 135,7 | 92,88 |
| Чистая прибыль      | 6,590 | 5,673 | 5,323 | 1,442 | 4,780 | 0,772 | 3,372 | 3,787 | 5,329 | 6,350 | 3,476 | 3,622 | 3,189 | 1,682 | 3,438 |
| Активы              | 162,3 | 168,1 | 169,9 | 172,1 | 164,1 | 166,6 | 161,2 | 155,6 | 155,6 | 165,4 | 171,4 | 163,5 | 206,9 | 219,9 | 195,2 |
| Собственный капитал | 33,27 | 37,86 | 38,65 | 35,78 | 35,94 | 31,51 | 32,38 | 34,80 | 34,80 | 31,72 | 30,38 | 28,33 | 29,65 | 28,66 | 31,76 |